# Färla, Orestes Keldorssons ätt
Färla, Orestes Keldorssons ätt är en svensk medeltida frälseätt. Anfadern Keldor är endast känd genom sönernas (Röd och Orestes) patronymikon.
Vapen: två korslagda färlor
Röd Keldorsson nämns tidigast 1286 och var då riddare. Som slottsfogde på Stockholm nämns han 1289. Han levde ännu 1305. Han var först gift med Ingrid, dotter till Abjörn Sixtensson (Sparre av Tofta). Hon dog barnlös senast 1301. Röd gifte sig därefter med Margareta. De hade dottern Ragnhild.
Orestes Keldorsson nämns tidigast 1292 och var då riddare. Han dog 1299. Han är begraven i Stockholms gråbrödrakloster. Han hade sonen Karl Oresteson, riksråd åt Magnus Eriksson.